# Copa Farnese

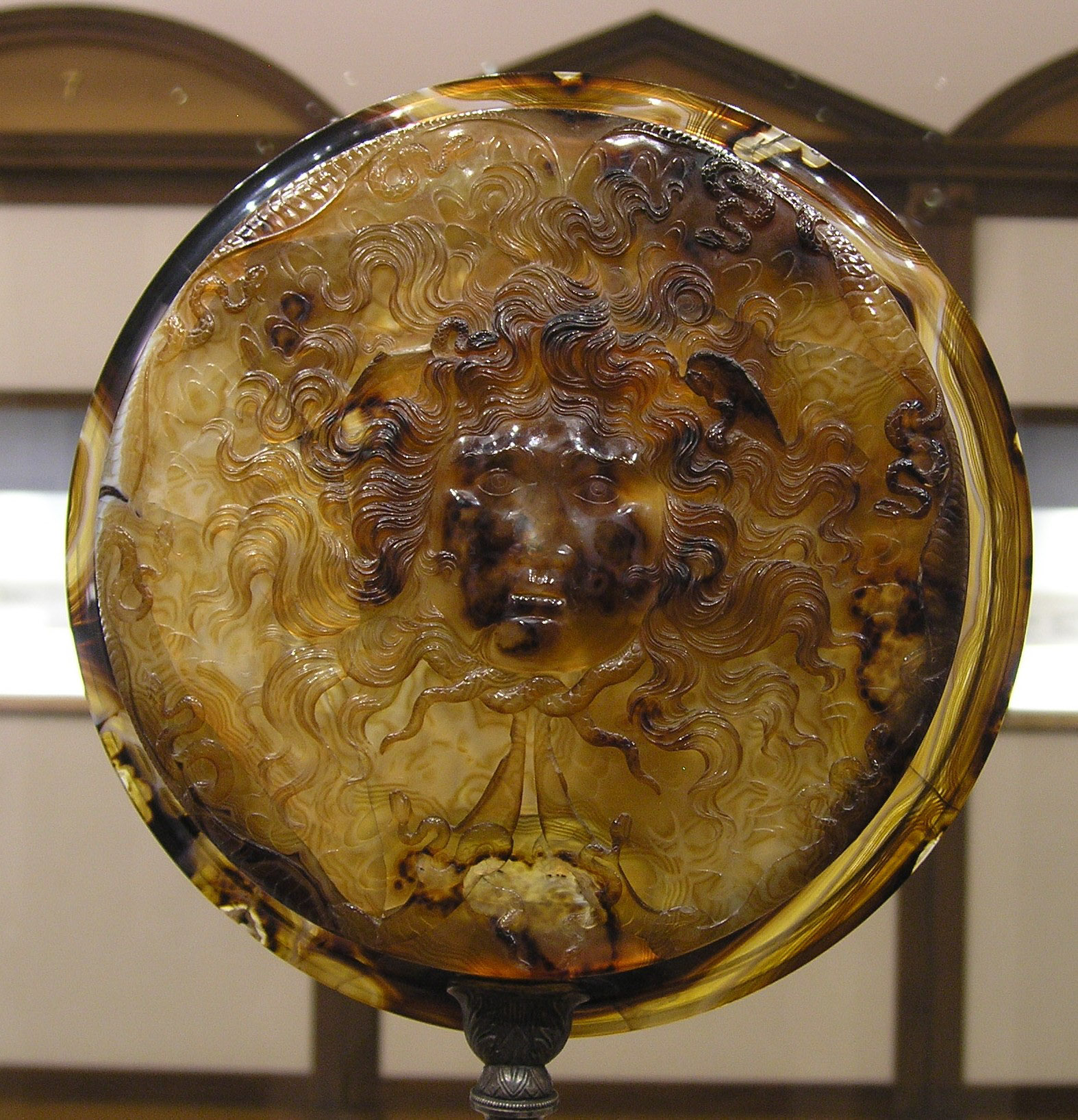
Vista exterior de la Copa Farnese, destacant-ne el relleu de la gorgona

La Copa Farnese (italià: 'Tazza Farnese') és un camafeu de pedra del s. II ae en forma de copa, esculpit en l'Egipte ptolemaic amb àgata i ònix, que ara es troba al Museu Arqueològic Nacional de Nàpols amb altres objectes de l'antiga Col·lecció Farnese. Té 20 cm de llarg i una forma semblant a la d'un phiale grec o una pàtera romana, sense peu. La copa és decorada amb escultures amb relleu dins i fora.
No hi ha evidències sobre quan o per a qui es creà la peça, tot i que hi ha consens entre els estudiosos que és originària d'Alexandria, sobretot per la fusió d'iconografies de l'antic Egipte i de l'art grecoromà en els relleus. La datació comprén del 300 al 20 ae aproximadament.
La superfície inferior està decorada amb un gran cap de gorgona, amb l'objectiu probable d'espantar el mal. A la banda superior hi ha una escena amb figures que repta la interpretació dels estudiosos. Sembla una al·legoria amb deïtats o potser una personificació de virtuts.

## Història
L'origen de la Copa Farnese es desconeix. Pel luxe d'una obra d'aquesta qualitat, molts estudiosos la proposen originària de la cort de la dinastia ptolemaica. D'altres anàlisis indiquen que la peça és més recent, del final del període august (r. 27 ae - 14).
Quan August conquistà Egipte (31 ae), probablement la copa s'incorporà al tresor de Roma. Sembla que després arribà a Constantinoble i degué tornar a Occident després del setge (1204) per la Quarta Croada. El 1239, era en la cort de Frederic II del Sacre Imperi romanogermànic, la primera aparició documentada. Després apareix en la cort persa da dinastia timúrida a Herat o potser Samarcanda, on alguns dibuixos de l'època la documenten. Després va a parar a la cort d'Alfons el Magnànim de Nàpols, on Angelo Poliziano la va veure al 1458. Llorenç el Magnífic, finalment adquireix la famosa "scutella di calcedonio" a Roma al 1471. Després la compra la família Farnese mitjançant Margarida de Parma, proprietaris da fabulosa Col·lecció Farnese que hui conserva el Museu Arqueològic Nacional de Nàpols.

## Iconografia

### Eugene J. Dwyer
En la seua anàlisi sobre la Copa Farnese, Dwyer fa servir anàlisis anteriors d'especialistes en el tema, incloent-hi Ennio Quirino Visconti, Frederic Louis Bastet i Reinhold Merkelbach, entre d'altres. Les seues dues principals afirmacions són que la iconografia trobada en els relleus interior i exterior n'és una barreja sofisticada de conceptes filosòfics grecs i egipcis i que la composició de les figures esculpides correspon a constel·lacions específiques que, per l'orientació, semblen un mapa celeste nocturn durant l'època de l'any en què el Nil s'acreixia.
En atribuir a la peça un significat filosoficoreligiós, Dwyer fa referència al Corpus Hermeticum. Més específicament, apunta a Poimandres i al fet que les figures del relleu interior corresponen als elements presentats per ell en la seua discussió sobre la creació de la vida. Empra aquesta referència per a atribuir cada figura a un déu grec o egipci. En aquest sentit, Dwyer determina que la copa és una il·lustració directa de la creació de la vida que hauria estat fàcilment compresa tant per grecs com pels egipcis que vivien llavors. Malgrat que Merkelbach és el primer a proposar aquesta teoria, Dwyer també discuteix sobre les figures i la seua posició com a corresponent a constel·lacions celestes. En concret, Dwyer atribueix cada figura a constel·lacions que es veurien juntes al cel en l'època de la crescuda del Nil. Argumenta que amb aquest aparent mapa del cel nocturn, el creador de la copa feia referència a aquest període per presentar de manera més completa el concepte de la creació divina de la vida.

### Julia C. Fischer
Fischer és una dels pocs que daten la Copa Farnese en el període august i no en l'hel·lenístic. La seua anàlisi de l'obra reexamina els arguments d'altres estudiosos que la daten en aquest període i també tempta de justificar la seua datació amb la grandària de la peça i el material utilitzat. Debat la posició econòmica inestable de la cort ptolemaica i conclou que els recursos necessaris per a costejar una obra tan sofisticada no estaven disponibles abans de la gran millora en la situació econòmica arran de la conquesta d'August. Fischer també discuteix que malgrat presentar una barreja de figures, conceptes i mètodes egipcis i grecs, també conté aspectes clarament romans, especialment les característiques del relleu de la gorgona en el relleu extern.

### John Pollini
Com Julia C. Fischer, Pollini atribueix la Copa Farnese al període august a Roma. Les seues evidències també es basen en la grandària i en el material utilitzat, però el focus principal és proveir una anàlisi de la iconografia per provar que fou creada en aquest període i possiblement fou encomanada pel mateix August. Pollini argumenta que les figures gravades a les superfícies interior i exterior i el simbolisme trobat en cada una es relaciona amb un aspecte o regió de l'imperi d'August. Aquesta interpretació li fa afirmar que tindria com a objectiu propalar una era d'or d'August i actuar com una mena de talismà per donar força a l'imperi.